# Éloyes
Eloyes – miejscowość i gmina we Francji, w regionie Grand Est, w departamencie Wogezy.
Według danych na rok 1990 gminę zamieszkiwały 3152 osoby, a gęstość zaludnienia wynosiła 252 osób/km² (wśród 2335 gmin Lotaryngii Eloyes plasuje się na 139. miejscu pod względem liczby ludności, natomiast pod względem powierzchni na miejscu 448.).